# Alvorninha
Alvorninha is een plaats (freguesia) in de Portugese gemeente Caldas da Rainha en telt 3 123 inwoners (2001).